# Матриця повороту
Матриця повороту — матриця переходу, яка зв'язує між собою координати векторів векторного простору при зміні системи координат.
В новій системі координат вектор {\displaystyle \ x\,} переходить у вектор {\displaystyle x^{\prime }.} Між новими та старими координатами існує лінійний зв'язок  
{\displaystyle \ x^{\prime }=R\cdot x.}
Цей зв'язок визначається матрицею повороту {\displaystyle \ R.}

## Властивості
- Оскільки поворот — це перетворення координат, при якому зберігаються довжини векторів, то {\displaystyle (x^{\prime })^{T}\cdot x^{\prime }=x^{T}R^{T}\cdot Rx=x^{T}\cdot x,}

отже, матриця повороту є ортогональною матрицею:
{\displaystyle \ R^{-1}=R^{T}}  (обернена матриця дорівнює транспонованій матриці).
- Оскільки поворот зберігає орієнтацію, то

{\displaystyle \ \det R=+1} (детермінант матриці повороту дорівнює одиниці).
- Добутком матриць повороту є матриця повороту:

{\displaystyle (R_{1}R_{2})^{T}(R_{1}R_{2})=R_{2}^{T}(R_{1}^{T}R_{1})R_{2}=I,}
{\displaystyle \ \det(R_{1}R_{2})=(\det R_{1})(\det R_{2})=+1.}
Три вищеперераховані властивості означають, що матриці повороту утворюють дійсну спеціальну ортогональну групу (SO(n)).
- Корисною є властивість взаємодії з векторним добутком:

{\displaystyle R({\vec {a}}\times {\vec {b}})=R{\vec {a}}\times R{\vec {b}}.}

## Матриця повороту на площині

Поворот в площині на кут переводить точку в точку

У двовимірному випадку матриця повороту має вигляд
{\displaystyle R(\varphi )={\begin{bmatrix}\cos \varphi &-\sin \varphi \\\sin \varphi &\cos \varphi \end{bmatrix}},}
де {\displaystyle \varphi } — кут повороту проти годинникової стрілки.
Вона обертає вектор рядок за допомогою наступного множення матриць,
{\displaystyle {\begin{bmatrix}x'\\y'\\\end{bmatrix}}={\begin{bmatrix}\cos \varphi &-\sin \varphi \\\sin \varphi &\cos \varphi \\\end{bmatrix}}{\begin{bmatrix}x\\y\\\end{bmatrix}}}.
Тож нові координати (x',y') точки (x,y) після обертання будуть наступні:
{\displaystyle x'=x\cos \varphi -y\sin \varphi \,},
{\displaystyle y'=x\sin \varphi +y\cos \varphi \,}.

## Матриця повороту в тривимірному просторі
- Матриці повороту відносно осей  x, y та z відповідно:

{\displaystyle R_{x}(\varphi )={\begin{bmatrix}1&0&0\\0&\cos \varphi &-\sin \varphi \\0&\sin \varphi &\cos \varphi \\\end{bmatrix}},\qquad R_{y}(\varphi )={\begin{bmatrix}\cos \varphi &0&\sin \varphi \\0&1&0\\-\sin \varphi &0&\cos \varphi \\\end{bmatrix}},\qquad R_{z}(\varphi )={\begin{bmatrix}\cos \varphi &-\sin \varphi &0\\\sin \varphi &\cos \varphi &0\\0&0&1\\\end{bmatrix}}.}
- Матриця повороту може бути виражена через кути Ейлера як

{\displaystyle \ R=R_{z}(\varphi )\cdot R_{y}(\theta )\cdot R_{x}(\psi ).}
- Матриця повороту відносно одиничного вектора {\displaystyle \mathbf {u} =(x,y,z)} на кут {\displaystyle \varphi }:

{\displaystyle R_{\mathbf {u} }(\varphi )=\mathbf {uu} ^{T}+(I-\mathbf {uu} ^{T})\cos \varphi +{\big [}\mathbf {u} {\big ]}_{\times }\sin \varphi ,}
де
{\displaystyle {\big [}\mathbf {u} {\big ]}_{\times }} — матриця векторного добутку,
{\displaystyle \mathbf {u\otimes u} =\mathbf {uu} ^{T}} — тензорний добуток векторів (результатом є матриця).
Кожен з трьох доданків є ортогональним до двох інших:
перший — проектор на лінію вектора u,
інші — на лінії, що перпендикулярні вектору u.
Вищенаведена формула — матричний запис формули повороту Родрігеса.

## Матриця повороту в просторі Мінковського
У просторі Мінковського матриця повороту включає в себе як просторові повороти, так і переходи від однієї інерційної системи відліку до іншої, які задаються перетвореннями Лоренца.